# Ojaküla (Viru-Nigula)
Ojaküla is een plaats in de Estlandse gemeente Viru-Nigula, provincie Lääne-Virumaa. De plaats heeft de status van dorp (Estisch: küla) en telt 80 inwoners (2021).
De plaats ligt aan de Finse Golf, ten westen van de stad Kunda. De goederenspoorlijn die het industrieterrein van Kunda met het Estische spoorwegnet verbindt, loopt voor een deel van het traject langs de grens tussen de twee plaatsen. De rivier Toolse stroomt door het dorp. De Tugimaantee 20, de secundaire weg van Põdruse via Kunda naar Pada, komt ook door Ojaküla.
De kuststrook van het dorp hoort bij het natuurreservaat Toolse looduskaitseala (2,16 km²).

## Geschiedenis
Ojaküla werd al in 1241 vermeld als dorp onder de naam Oeas. In 1287 heette de plaats Oghæ en in 1359 Oyele. In 1425 werd de plaats genoemd als landgoed en molen, maar daarna is er alleen nog maar sprake van een dorp. In 1583 werd het dorp Oias genoemd en lag het op het landgoed van Kunda. In 1694 heette het dorp Oisakülla en in 1744 Ojaküll.
In 1977 werden de buurdorpen Aruküla en Aru bij Ojaküla gevoegd.